# Идеальное убийство (фильм, 1988)
«Идеальное убийство» (англ. The Perfect Murder) — британско-индийская криминальная комедия, снятая в 1988 году режиссёром Зафаром Хаем и продюсером Исмаилом Мерчантом по одноимённому роману 1964 года, написанному Генри Китингом.

## Сюжет
Полицейский инспектор Гхоте живёт в Бомбее вместе со своей женой Пратимой жизнью обычного обывателя среднего класса. Он уже много лет работает в полиции. Его жена обычно недовольна и хочет лучшей жизни. Гхоте поручено расследовать убийство парса по имени Совершенный, который был секретарем Лала Хир Лала, богатого человека с криминальными связями. Инспектор Гхоте начинает расследование, как вдруг, к его недовольству, начальство просит его работать в паре со шведским экспертом-криминалистом Акселем Свеннсоном. Аксель хочет поближе ознакомиться с работой полиции Бомбея. Со временем напарники сближаются и Гхоте приглашает шведского коллегу к себе домой, где тот знакомится с Пратимой. Расследование убийства Совершенного, хотя и достаточно простое, принимает неожиданный для обоих поворот — заводя напарников в коридоры власти, в которых процветает коррупция. Всё же Гхоте и Аксель находят и разоблачают преступников.

## В ролях
- Насируддин Шах — инспектор полиции Ганеш Гхоте
- Стеллан Скарсгард — Аксель Свеннсон
- Ратна Патхак[англ.] — Пратима Гхоте
- Мадхур Джаффри[англ.] — миссис Лал
- Амджад Хан — Лала Хир Лал
- Анну Капур[англ.] — крошечный человек
- Арчана Пуран Сингх[англ.] — мисс Твинкл
- Далип Тахил[англ.] — Дилип Лал
- Диншоу Даджи — мистер Совершенный
- Джонни Уокер — Джайн
- Мохан Агаше[англ.] — А. С. П. Самант
- Раджеш Вивек — полицейский Зеро
- Салим Гхуз[англ.] — Касте-Маркс Гонда
- Самир Каккад — Феликс Соуса
- Винод Нагпал — министр

## Съёмочная группа
- Режиссёр — Зафар Хай
- Продюсер — Исмаил Мерчант
- Сценарист — Генри Китинг
- Оператор — Уолтер Лассали
- Композитор — Ричард Роббинс